# Subvenção
Subvenção é um auxílio pecuniário, em geral concedido pelo poder público. É uma modalidade de transferência de recursos financeiros públicos, para instituições privadas e públicas, de caráter assistencial, sem fins lucrativos, com o objetivo de cobrir despesas de seus custeios.
No Brasil, a Lei Federal nº 4.320 de 17 de março de 1964, considera subvenções como sendo as transferências destinadas a cobrir despesas de custeio das entidades beneficiadas, distinguindo-se como:
- subvenções sociais, as que se destinem a instituições públicas ou privadas de caráter assistencial ou cultural, sem finalidade lucrativa. Como exemplo, podemos citar como destinatárias das subvenções as instituições privadas de caráter assistencial, sem fins lucrativos, que atuam nas áreas de prevenção, pesquisa, eventos, publicações, recuperação, tratamento e reinserção social de dependente químico.
-subvenções econômicas, as que se destinem a emprêsas públicas ou privadas de caráter industrial, comercial, agrícola ou pastoril  [carece de fontes?]